# Marcilly-sur-Maulne
Pour les articles homonymes, voir Marcilly et Maulne (homonymie).

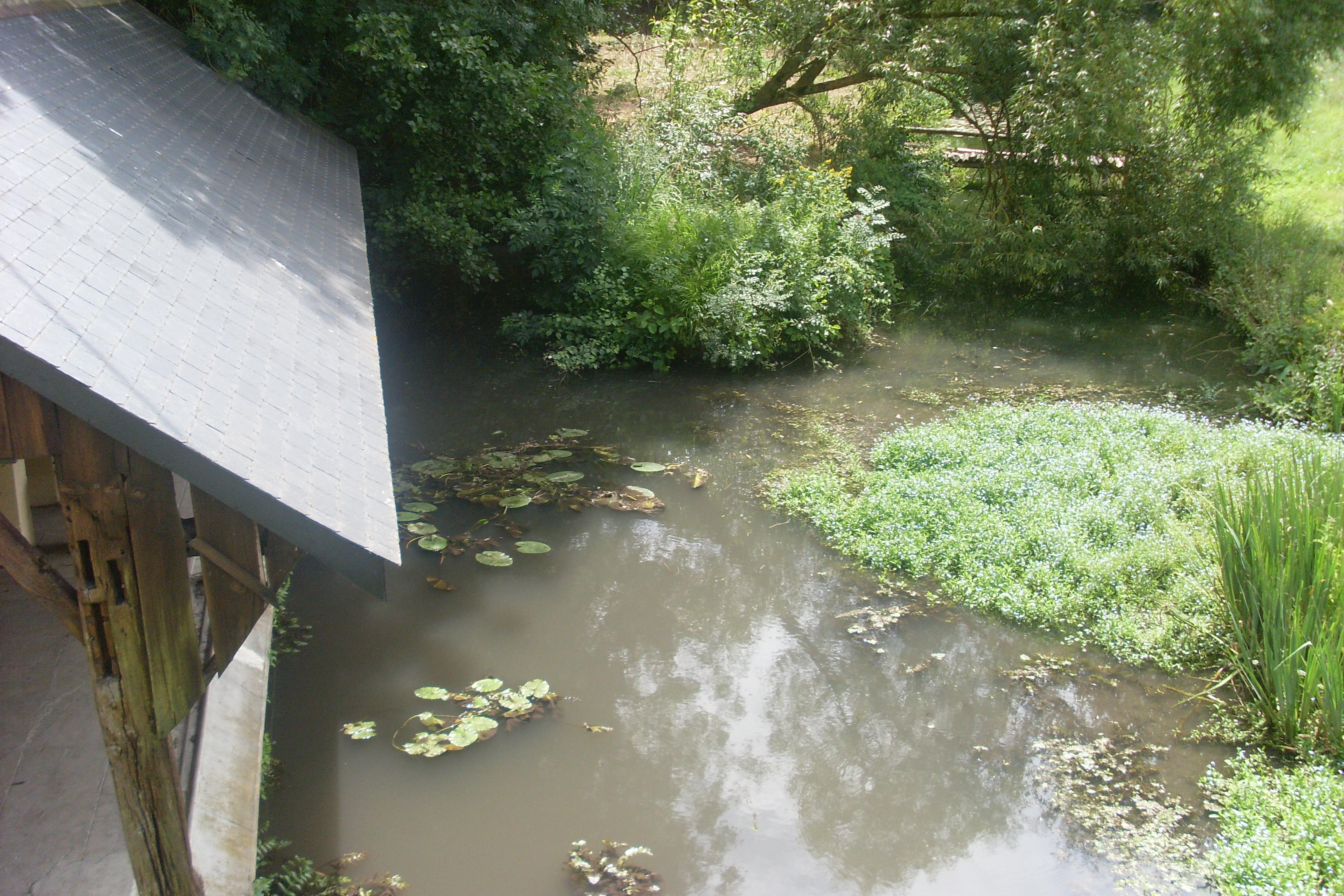
Le Maulne à Marcilly, près du lavoir.

Marcilly-sur-Maulne est une commune française située dans le département d'Indre-et-Loire, en région Centre-Val de Loire.

## Géographie
| Noyant-Villages Maine-et-Loire |                     | Villiers-au-Bouin |
| Noyant-Villages Maine-et-Loire | Marcilly-sur-Maulne | Braye-sur-Maulne  |
| Noyant-Villages Maine-et-Loire |                     | Lublé             |

### Localisation
Marcilly est situé à 40 km au nord-ouest de Tours, au cœur de la Gâtine tourangelle. La Maulne qui l'arrose est un affluent du Loir. La commune est située près du département de Maine-et-Loire ainsi que dans le Haut-Anjou.

### Hydrographie

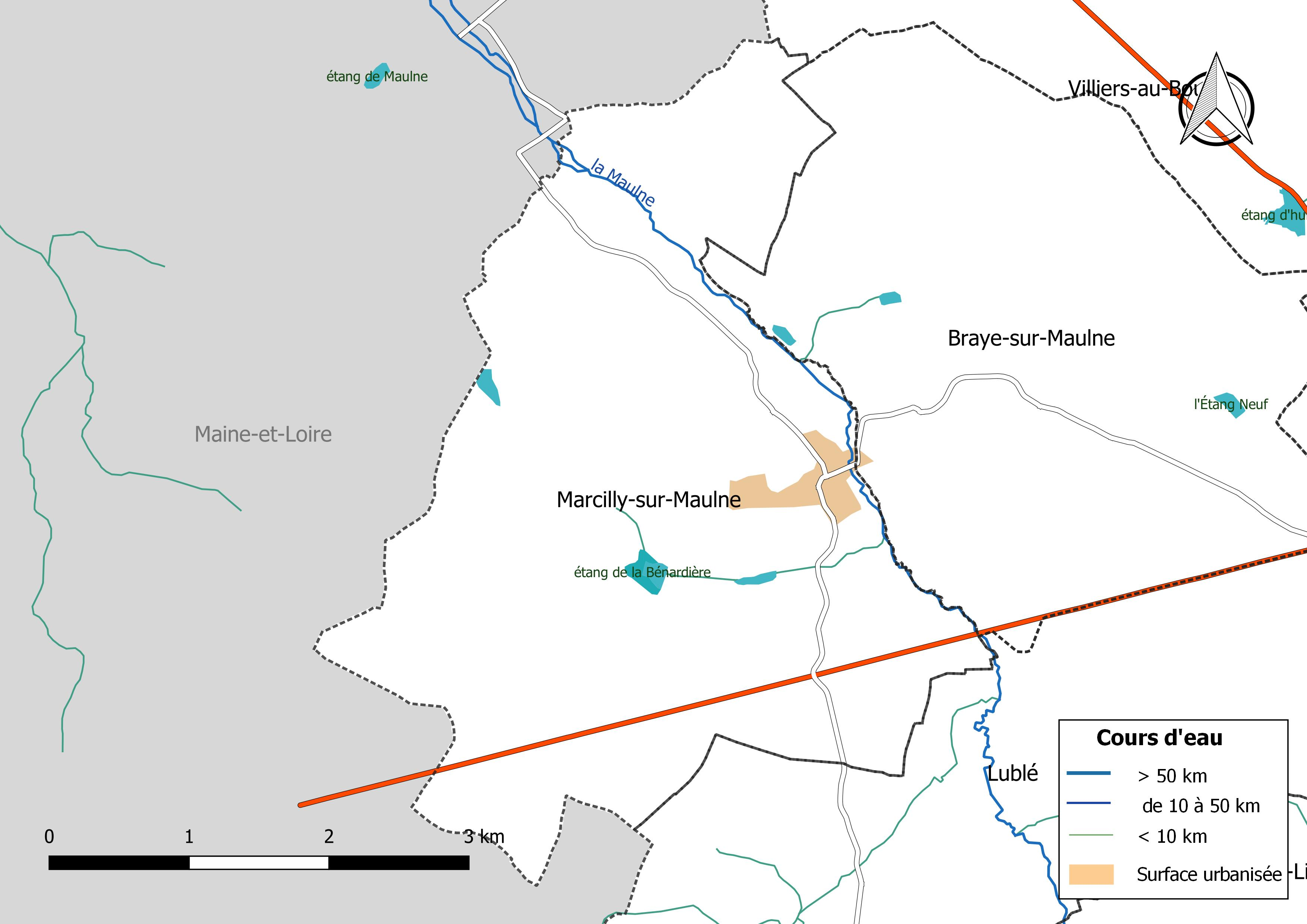
Réseau hydrographique de Marcilly-sur-Maulne.

Le réseau hydrographique communal, d'une longueur totale de 7,25 km, comprend un cours d'eau notable, la Maulne (4,763 km), et un petit cours d'eau pour certains temporaires,.
La Maulne, d'une longueur totale de 28,7 km, prend sa source au nord de Courcelles-de-Touraine et se jette  dans le Loir à La Chapelle-aux-Choux, après avoir traversé 10 communes. 
Sur le plan piscicole, la Maulne est classée en première catégorie piscicole. Le groupe biologique dominant est constitué essentiellement de salmonidés (truite, omble chevalier, ombre commun, huchon).
Quatre zones humides ont été répertoriées sur la commune par la direction départementale des territoires (DDT) et le conseil départemental d'Indre-et-Loire : « la vallée de la Maulne de Marcilly-sur-Maulne au Moulin Patouillard », « la vallée de la Maulne du Moulin aux Moines à Marcilly-sur-Maulne », « les étangs de la Bénardière et de la Roussellerie » et « l'étang du Pavillon »,.

### Climat
Pour des articles plus généraux, voir Climat du Centre-Val de Loire et Climat d'Indre-et-Loire.
En 2010, le climat de la commune est de type climat océanique dégradé des plaines du Centre et du Nord, selon une étude du CNRS s'appuyant sur une série de données couvrant la période 1971-2000. En 2020, Météo-France publie une typologie des climats de la France métropolitaine dans laquelle la commune est exposée à un climat océanique et est dans la région climatique  Moyenne vallée de la Loire, caractérisée par une bonne insolation (1 850 h/an) et un été peu pluvieux. 
Pour la période 1971-2000, la température annuelle moyenne est de 11,2 °C, avec une amplitude thermique annuelle de 14,5 °C. Le cumul annuel moyen de précipitations est de 694 mm, avec 11,1 jours de précipitations en janvier et 6,8 jours en juillet. Pour la période 1991-2020, la température moyenne annuelle observée sur la station météorologique de Météo-France la plus proche, sur la commune de Channay-sur-Lathan à 8 km à vol d'oiseau, est de 12,1 °C et le cumul annuel moyen de précipitations est de 708,7 mm,. Pour l'avenir, les paramètres climatiques de la commune estimés pour 2050 selon différents scénarios d'émission de gaz à effet de serre sont consultables sur un site dédié publié par Météo-France en novembre 2022.

## Urbanisme

### Typologie
Au 1er janvier 2024, Marcilly-sur-Maulne est catégorisée commune rurale à habitat dispersé, selon la nouvelle grille communale de densité à sept niveaux définie par l'Insee en 2022.
Elle est située hors unité urbaine. Par ailleurs la commune fait partie de l'aire d'attraction de Tours, dont elle est une commune de la couronne,. Cette aire, qui regroupe 162 communes, est catégorisée dans les aires de 200 000 à moins de 700 000 habitants,.

### Occupation des sols
L'occupation des sols de la commune, telle qu'elle ressort de la base de données européenne d’occupation biophysique des sols Corine Land Cover (CLC), est marquée par l'importance des territoires agricoles (81 % en 2018), une proportion identique à celle de 1990 (81 %). La répartition détaillée en 2018 est la suivante : 
prairies (38,5 %), terres arables (30 %), forêts (17,1 %), zones agricoles hétérogènes (12,6 %), zones urbanisées (1,9 %). L'évolution de l’occupation des sols de la commune et de ses infrastructures peut être observée sur les différentes représentations cartographiques du territoire : la carte de Cassini (XVIIIe siècle), la carte d'état-major (1820-1866) et les cartes ou photos aériennes de l'IGN pour la période actuelle (1950 à aujourd'hui).

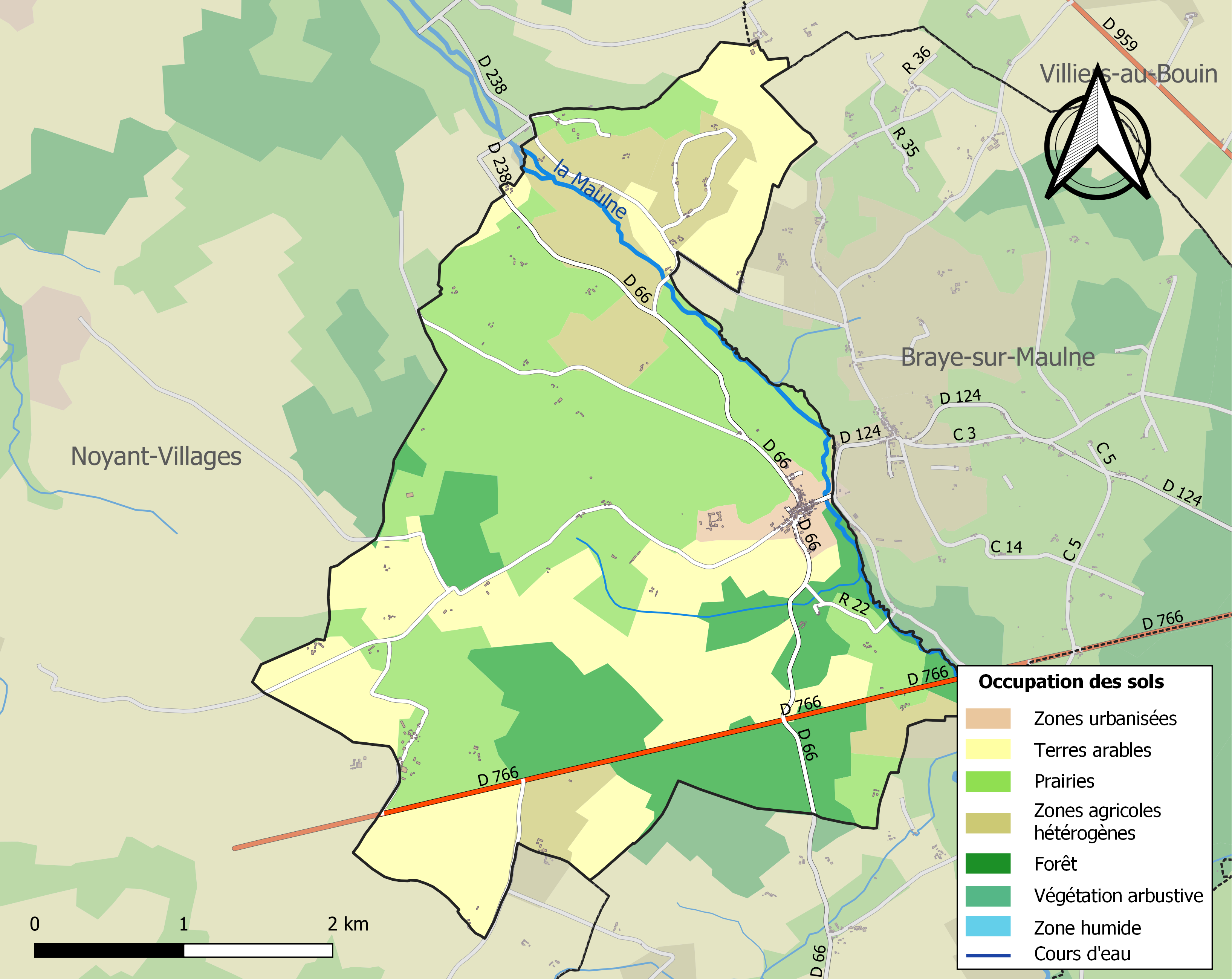
Carte des infrastructures et de l'occupation des sols de la commune en 2018 (CLC).

### Risques majeurs
Le territoire de la commune de Marcilly-sur-Maulne est vulnérable à différents aléas naturels : météorologiques (tempête, orage, neige, grand froid, canicule ou sécheresse), feux de forêts et séisme (sismicité faible). Un site publié par le BRGM permet d'évaluer simplement et rapidement les risques d'un bien localisé soit par son adresse soit par le numéro de sa parcelle.
Pour anticiper une remontée des risques de feux de forêt et de végétation vers le nord de la France en lien avec le dérèglement climatique, les services de l’État en région Centre-Val de Loire (DREAL, DRAAF, DDT) avec les SDIS ont réalisé en 2021 un atlas régional du risque de feux de forêt, permettant d’améliorer la connaissance sur les massifs les plus exposés. La commune, étant pour partie dans le massif de Bourgueil, est classée au niveau de risque 1, sur une échelle qui en comporte quatre (1 étant le niveau maximal).

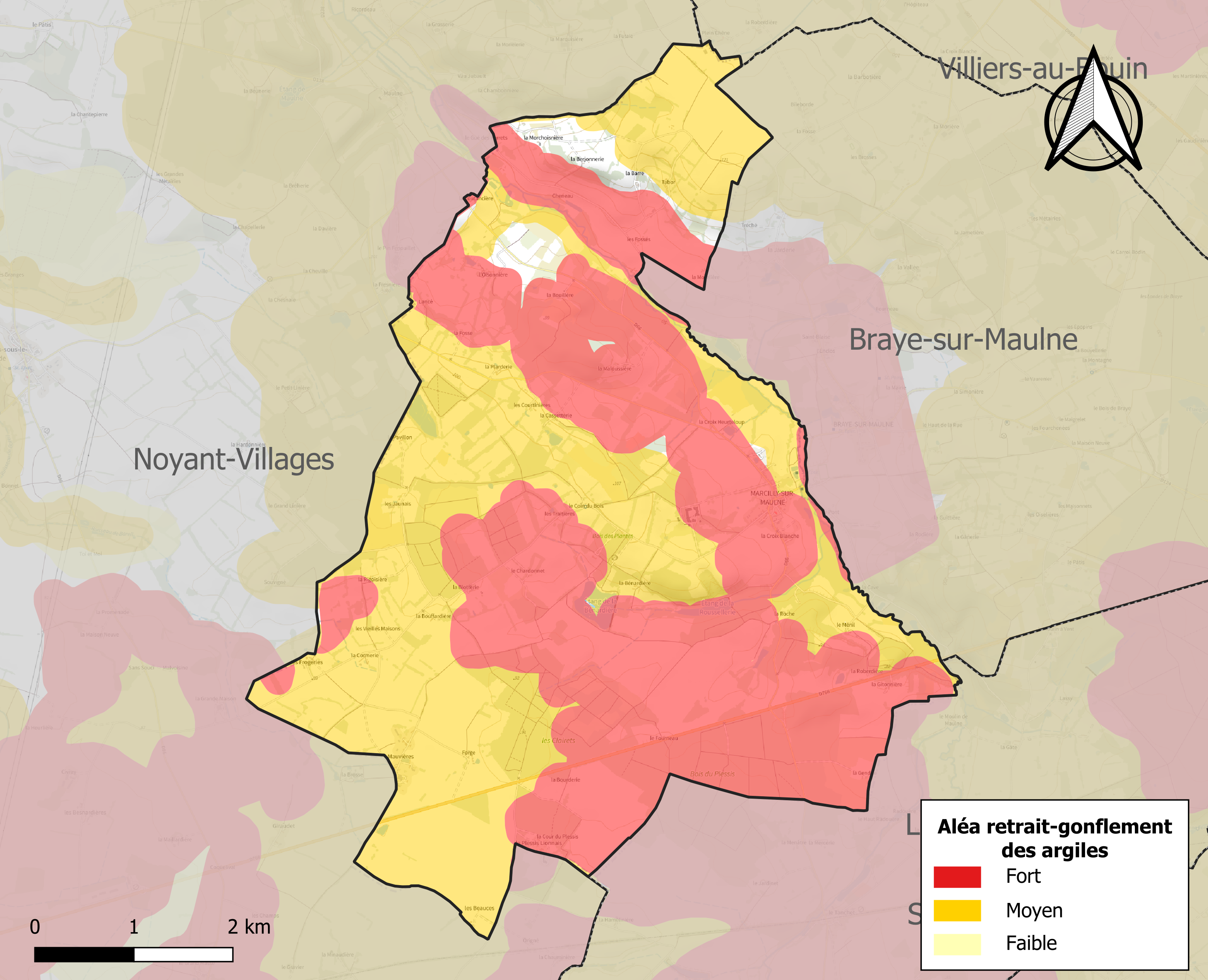
Carte des zones d'aléa retrait-gonflement des sols argileux de Marcilly-sur-Maulne.

Le retrait-gonflement des sols argileux est susceptible d'engendrer des dommages importants aux bâtiments en cas d’alternance de périodes de sécheresse et de pluie. 96,9 % de la superficie communale est en aléa moyen ou fort (90,2 % au niveau départemental et 48,5 % au niveau national). Sur les 155 bâtiments dénombrés sur la commune en 2019, 149 sont en aléa moyen ou fort, soit 96 %, à comparer aux 91 % au niveau départemental et 54 % au niveau national. Une cartographie de l'exposition du territoire national au retrait gonflement des sols argileux est disponible sur le site du BRGM,.
Concernant les mouvements de terrains, la commune a été reconnue en état de catastrophe naturelle au titre des dommages causés par la sécheresse en 1996 et 2005 et par des mouvements de terrain en 1999.

## Histoire
Au Moyen Âge et sous l'Ancien Régime, la paroisse faisait partie de l'Anjou et dépendait de la sénéchaussée angevine de Baugé. Marcilly en Anjou est rattaché au département d'Indre-et-Loire à la suite du décret du 22 décembre 1789. Elle fait partie aujourd'hui de la Touraine angevine.

## Politique et administration

### Liste des maires
| Période                                  | Période   | Identité             | Étiquette | Qualité |
| ---------------------------------------- | --------- | -------------------- | --------- | ------- |
| mars 2001                                | mars 2008 | Gérard Sugatagy      |           |         |
| mars 2008                                | En cours  | Dominique Guinoiseau | DVG       |         |
| Les données manquantes sont à compléter. |           |                      |           |         |

### Tendances politiques et résultats
| Scrutin             | Scrutin             | 1er tour | 1er tour  | 1er tour | 1er tour | 1er tour | 1er tour | 1er tour | 1er tour  | 1er tour | 1er tour | 1er tour | 1er tour | 2d tour | 2d tour | 2d tour | 2d tour | 2d tour | 2d tour |
| Scrutin             | Scrutin             | 1er      | 1er       | %        | 2e       | 2e       | %        | 3e       | 3e        | %        | 4e       | 4e       | %        | 1er     | 1er     | %       | 2e      | 2e      | %       |
| ------------------- | ------------------- | -------- | --------- | -------- | -------- | -------- | -------- | -------- | --------- | -------- | -------- | -------- | -------- | ------- | ------- | ------- | ------- | ------- | ------- |
| Présidentielle 2017 | Présidentielle 2017 |          | FN        | 22,95    |          | LFI      | 20,49    |          | LR        | 18,03    |          | EM       | 18,85    |         | EM      | 59,22   |         | FN      | 40,78   |
| Présidentielle 2022 | Présidentielle 2022 |          | RN        | 27,82    |          | LFI      | 26,32    |          | LREM      | 21,05    |          | REC      | 7,52     |         | RN      | 50,43   |         | LREM    | 49,57   |
| Législatives 2022   | 5e                  |          | PCF-Nupes | 32,95    |          | RN       | 23,86    |          | MoDem-Ens | 19,32    |          | REC      | 7,95     |         | MoDem   | 52,00   |         | RN      | 48,00   |
| Législatives 2024   | 5e                  |          | RN        | 45,74    |          | PCF-NFP  | 27,13    |          | MoDem-Ens | 19,38    |          | LR       | 3,88     |         | MoDem   | 50,40   |         | RN      | 49,60   |

## Population et société

### Évolution démographique
L'évolution du nombre d'habitants est connue à travers les recensements de la population effectués dans la commune depuis 1793. Pour les communes de moins de 10 000 habitants, une enquête de recensement portant sur toute la population est réalisée tous les cinq ans, les populations de référence des années intermédiaires étant quant à elles estimées par interpolation ou extrapolation. Pour la commune, le premier recensement exhaustif entrant dans le cadre du nouveau dispositif a été réalisé en 2004.

En 2022, la commune comptait 216 habitants, en évolution de −8,47 % par rapport à 2016 (Indre-et-Loire : +1,67 %, France hors Mayotte : +2,11 %).
| 1793 | 1800 | 1806 | 1821 | 1831 | 1836 | 1841 | 1846 | 1851 |
| ---- | ---- | ---- | ---- | ---- | ---- | ---- | ---- | ---- |
| 580  | 337  | 552  | 550  | 716  | 669  | 704  | 653  | 664  |

| 1856 | 1861 | 1866 | 1872 | 1876 | 1881 | 1886 | 1891 | 1896 |
| ---- | ---- | ---- | ---- | ---- | ---- | ---- | ---- | ---- |
| 585  | 570  | 593  | 569  | 573  | 543  | 593  | 602  | 582  |

| 1901 | 1906 | 1911 | 1921 | 1926 | 1931 | 1936 | 1946 | 1954 |
| ---- | ---- | ---- | ---- | ---- | ---- | ---- | ---- | ---- |
| 572  | 589  | 542  | 461  | 497  | 462  | 471  | 478  | 427  |

| 1962 | 1968 | 1975 | 1982 | 1990 | 1999 | 2004 | 2006 | 2009 |
| ---- | ---- | ---- | ---- | ---- | ---- | ---- | ---- | ---- |
| 397  | 315  | 275  | 245  | 241  | 237  | 253  | 257  | 226  |

| 2014 | 2019 | 2022 | - | - | - | - | - | - |
| ---- | ---- | ---- | - | - | - | - | - | - |
| 235  | 219  | 216  | - | - | - | - | - | - |

## Culture locale et patrimoine

### Lieux et monuments
- Château de Marcilly-sur-Maulne.
- L'église Saint-Saturnin édifiée au XIIe siècle et agrandie au XVIe. L'édifice est protégé par une inscription à l'inventaire des Monuments Historiques[31].

## Personnalités liées à la commune

### Héraldique
|  | Les armoiries de Marcilly-sur-Maulne se blasonnent ainsi : D'azur à trois écureuils d'or; à la filière du même. Ce blason reprend le blason de la Famille Fouquet, propriétaire du château de Marcilly en 1608, qui se blasonne ainsi : D'argent à trois écureuils de gueules 2, 1. |